# Branca II de Navarra
Branca II de Navarra ou Branca de Trastâmara (em castelhano:  Blanca; Olite, 9 de junho de 1424— Orthez, 2 de dezembro de 1464) foi rainha de Navarra e princesa das Astúrias. Ela era filha do rei João II de Aragão e da rainha Branca I de Navarra.

## Biografia
Aos doze anos de idade, foi prometida em matrimônio a Henrique, príncipe das Astúrias, futuro rei Henrique IV de Castela, para selar a paz entre os Reinos de Navarra e Castela. O casamento ocorreu na cidade de Valladolid, em 15 de setembro de 1440, quando Henrique completou quinze anos.
Branca permaneceu virgem, não só durante a noite de núpcias, mas pelo resto do casamento. Depois de treze anos, em 1453, Henrique pediu o divórcio. Um exame oficial confirmou a virgindade de Branca. O casamento foi então anulado pelo Papa Nicolau V baseado no fato de que Henrique fora impedido de consumar a união por causa de "bruxaria". Branca nunca mais voltou a se casar e nem teve filhos.
Foi mandada de volta à Navarra, donde, com a morte de seu irmão Carlos, Príncipe de Viana, em 1461, tornou-se a herdeira legítima do reino como princesa de Viana, uma vez que, segundo o testamento de sua mãe, a rainha Branca, a coroa deveria ser do mais velho de seus filhos. Assim, ela seria a rainha Branca II de Navarra. Isto se seu pai, João II de Aragão, que era rei consorte de Navarra, e queria se manter no controle do reino, não a tivesse encarcerado e, portanto, incapacitado sua ação.
Branca morreu envenenada três anos depois e seus direitos sobre Navarra foram transferidos para sua irmã Leonor, Condessa de Foix, que, por ser aliada de seu pai, não reclamou sua coroa até a morte dele, em 1479.